# Православље у Норвешкој
Православље у Норвешкој  је хришћанска конфесија коју у Норвешкој представљају црквене структуре пет православних патријаршија – Цариградске, Московске, Грузијске, Српске и Румунске.
Координација црквене делатности три епархијске структуре званично регистроване у Скандинавији - Скандинавске митрополије (СЦ), Скандинавске епархије (СП) и Северноевропске епархије (РН), које обухватају територију Норвешке у оквиру своје пастирске делатности, спроводи се у оквиру Православног архијерејског сабора Скандинавије, установљеног 10. јануара 2011. године.
У Норвешкој делују парохије Московске Патријаршије у статусу ставропигијалних установа, уједињених у Норвешки деканат.

## Историја православља у Норвешкој
Норвешка је после Викиншког доба имала контакте са суседним руским црквама. Неколико викиншких вођа остало је у Кијеву и Новгороду, који су били важни центри православног хришћанства од касних 900-их. Кроз политичке, културне и трговачке везе, као и династичке бракове, Норвешка се рано упознала са православном вером.
1560-их, руски мисионар Св. Монах Трифун Печеншки подигао је православну капелу на реци Неиденелва за народ Сами на тлу Норвешке. Руски свештеници и монаси посећивали су север Норвешке и пре Другог светског рата.
1917. године, после Октобарске револуције, у Норвешку је из Русије стигло неколико хиљада православних избеглица. Руска православна црква је међу њима организовала пастирски рад преко свештенослужитеља који су редовно долазили из Стокхолма.
На дан 1. јануара 2015. године број регистрованих православних хришћана у Норвешкој износио је 17.476 људи.

### Цариградска патријаршија
Цариградску патријаршију у Норвешкој представља Скандинавска митрополија.
Од 1965. године у граду Ослу, у оквиру Скандинавске митрополије, постоји грчка парохија са црквом Благовештења Пресвете Богородице. 23. марта 2015. године, наредбом митрополита Клеопе (Стронгилиса), архимандрит Александар (Лукатос) постављен је за настојатеља грчке парохије у Ослу.
Основана је парохија у част светог Нектарија Егинског у граду Ставангеру, а 29. октобра 2017. године отворена је парохија Светог свештеномученика Хризостома Смирнског у граду Бергену.

### Московска патријаршија
Московску патријаршију у земљи представља један број парохија које имају ставропигијални статус и потчињене су директно Патријарху московском преко шефа Канцеларије за стране институције.

#### Црква Васкрсења у Ослу
Парохија Олга у част Свете равноапостолне кнегиње Олге у граду Ослу основана је 14. децембра 1996. године и званично уписана 7. априла 1997. године у државни регистар Норвешке. Од 2014. године број парохијских чланова је премашио 3 хиљаде људи. Од 1998. године парохија као службено тело издаје тромесечни часопис „Руска гриња“. Главна црква парохије је Саборни храм Христа Спаситеља на историјском меморијалном гробљу, а Ирининска заједница у Ставангеру делује као структурна јединица парохије. Такође, од 2003. до 2013. године, у општини Фолдал, у саставу парохије је деловао мушки манастир у част Олафа Норвешког.
Настојатељ парохије од 1997. године је архимандрит Климент (Хухтамаки).

#### Богојављенска парохија
Парохија у Бергену је формирана 2004. године. Прво богослужење је служено на празник Богојављења 6 (19.) јануара 2004. године, а од 5. септембра службе су постале редовне. За обављање богослужења, парохија је користила лутерански Мариекиркен [Норвешки] који је изнајмљиван бесплатно.
Парохија је 21. октобра 2004. године званично уписана у норвешки регистар, а 24. децембра одлуком Светог Синода примљена је у надлежност Московске Патријаршије као придружена парохији Свете мученице Ирине у Ставангеру.
Богојављенска парохија је 21. августа 2007. године постала самостална, а већ јој је додељена Ставангер Ирининска парохија. Од 2008. богослужења се одржавају у бившој католичкој цркви.
У мају 2012. године, због чињенице да је католичка заједница планирала да обнови редовне службе у цркви Свете Сунине, православна парохија је своје службе преместила у капелу лутеранског гробља у области Лодефјорда. 
Парохија је 8. јула 2016. године купила сопствене црквене просторије – некадашњи молитвени дом у области Сореиде.

#### Аненска парохија
Парохија у част Свете Ане Новгородске у Трондхајму од свог оснивања користи норвешки лутерански Бакекирке за богослужење. Настојатељ парохије од 2005. године је јереј Александар Волохан. У оквиру парохије постоје православне заједнице у Тромсоу и Стиклестаду. У 2014. години, у вези са државном регистрацијом парохије, парохија Аненска је званично укључена у састав Норвешког деканата.

#### Трифоновска парохија
Парохија у част Светог Трипуна Печеншког у Киркенесу нема свог духовника и о њој се привремено старају свештенство Мурманске епархије које потиче из Мурманска.

### Српска Патријаршија
Деведесетих година 20. века у Ослу је основана српска парохија у част Светог Василија Острошког, о којој су у почетку бринули српско свештенство из Британско-скандинавске епархије које је долазило из Шведске.
Први стални српски духовник за Норвешку био је протојереј Драган Предић, који је у Осло стигао 1999. године. Касније је парохија добила приватну вилу у центру норвешке престонице, у којој је подигнута кућна црква коју је осветио епископ Доситеј (Мотика) у част Светог Василија Острошког.
2000-их година у Кристијансанду основана је српска парохија Светог Димитрија Солунског, чији су чланови подигли своју нову цркву брвнару коју је освештао Епископ Доситеј 13. новембра 2016. године.

#### Никољданска парохија
Године 2018. под јурисдикцију Српске Патријаршије прешла је Никољданска парохија, првобитно регистрована у граду Ослу у оквиру Западноевропског егзархата. Основана 8. априла 1931. године од емигранта из Руске империје, парохија је данас велика вишејезична заједница верника са више од 1,2 хиљаде регистрованих чланова и одељења (заједница) у градовима Берген, Тромсе, Боде, Ставангер и Неиден. Од 1976. године, у оквиру Никољданске парохије, постоји први мушки манастир у земљи - манастир Светог Трифуна Печеншког. Од 24. фебруара 2013. године до 1. октобра 2015. године настављени су радови на изградњи нове цркве Светог Николе у главном граду Норвешке. Званични орган парохије је тромесечник „Хеллиге Николаи менигхетс блад”.

### Румунска патријаршија
Парохије Румунске Патријаршије у Норвешкој су део Северноевропске епархије и њима управља епископ скандинавски Макарије (Драгим).
Крајем 2006. године у Ослу је основана парохија у част Васкрсења Христовог и светих Јована Влашког и Халварда Норвешког. Ректор од 2007. године је свештеник Мариус Теицан.
Постоје и парохије у градовима Олесунду (у част светих мученика Зотика, Атала и Филипа), Бергену (у част мученица Филотеја, Татјане Крајовске и Сунниве Норвешке), Кристијансанду, Ставангеру (у част Благовести и светих Свинтије и Свитуна од Винчестера), Тромсе и Трондхајму (у част Стефана Великог и Олафа Норвешког).

### Заједнице неизвесног канонског статуса
Јеромонах швајцарског порекла Дамаск основао је 7. јула 2011. године манастир Свете Суниве у граду Сеље, округ Согн ог Фјордане, а крајем 2013. године, уз усмену дозволу патријарха Грузијског Илије II,  прва норвешка православна женска монашка заједница у земљи – манастир – основана је у општини Нордал Светог Олафа и пророка Илије.
Грузијски патријарх Илија II је 24. марта 2016. искључио манастире из јурисдикције Грузијске православне цркве и препоручио да свештенство манастира уђе у јурисдикцију Цариградске патријаршије.

#### Кијевска патријаршија
15. децембра 2015. Свети синод Украјинске православне цркве Кијевске патријаршије, који није део канонске заједнице са православним помесним црквама, основао је деканат својих парохија у Норвешкој (такође Данској и Шведској). Архипастирско старање о новоформираној структури поверено је Архиепископу ровњанском и острошком Илариону (Процику), председнику Канцеларије за спољне црквене везе УПЦ КП.